# 나카이사무라이역
나카이사무라이역(일본어: 中井侍駅)은 일본 나가노현 시모이나군 덴류촌에 위치한 도카이 여객철도 이다선의 철도역이다. 단선 승강장 1면 1선의 구조를 갖춘 지상역이다.

## 역 주변
- 덴류강

## 역사
- 1936년 12월 30일 : 산신 철도의 고와다 - 미쓰시마 (현 · 히라오카) 간 연신 때에 나카이사무라이 정류장으로서 개업. 여객역.
- 1943년 8월 1일 : 산신 철도가 이다선의 일부로서 국유화되어, 일본국유철도의 역이 된다. 동시에 나카이사무라이역으로 승격.
  - 당시는, 도카이도 본선 하마마쓰 - 나고야 간의 각 역이나, 이다선의 각 역, 주오 본선 가미스와 - 시오지리 간의 각 역, 마쓰모토역을 발착하는 여객 만이 이용되었다.
- 1954년 12월 1일 : 도쿄도 구내와 나가노역을 발착하는 여객도 이용 가능하게 되다.
- 1971년 4월 1일 : 여객 발착 제한 철폐. 업무 위탁 종료. 무인화.
- 1987년 4월 1일 : 일본국유철도 분할 민영화에 의해, 도카이 여객철도가 승계.
- 1998년 7월 31일 : 대합실 해체.

## 인접 역
| 도카이 여객철도 이다선 | 도카이 여객철도 이다선 | 도카이 여객철도 이다선 |
| ---------------------- | ---------------------- | ---------------------- |
| 고와다 도요하시 방면   | ■ 이다선               | 이나코자와 다쓰노 방면 |